# Matochina Peak
Matochina Peak är en bergstopp i Antarktis. Den ligger i Sydshetlandsöarna. Argentina, Chile och Storbritannien gör anspråk på området. Toppen på Matochina Peak är 1 322 meter över havet, eller 315 meter över den omgivande terrängen. Bredden vid basen är 2,2 km.
Terrängen runt Matochina Peak är bergig åt sydväst, men åt nordost är den platt. Havet är nära Matochina Peak åt nordost. Trakten är obefolkad. Det finns inga samhällen i närheten. 